# Arbacia spatuligera
Arbacia spatuligera is een zee-egel uit de familie Arbaciidae.
De wetenschappelijke naam van de soort werd in 1846 gepubliceerd door Achille Valenciennes.